# Fehérvári kapu (budai vár)
A budavári Fehérvári kapu a vár egyik kapuja, mely a török hódoltság idején az Ova kapu nevet viselte. Akkor még nagyobbrészt középkori építmény volt, mélyen tagolt boltozatos építmény, és benne három egymást követő kapu nyílott. A kaput a mellette álló Fehérvári rondella védte. Nevét onnan kapta, hogy itt vezetett ki a várból a Székesfehérvárra vezető út.
Buda visszafoglalása után még létezett, de mivel itt állt a lőporraktár, annak 1723. évi felrobbanása miatt romba dőlt. Később III. Károly rendeletére Daun Henrik (Heinrich Dietrich Martin Joseph von Daun gróf, tábornagy († 1761)) újjáépítette, de 1892-ben a rondellával együtt a kaput is lebontották. Romjai a mai Kászim pasa bástya melletti várlejtő és az úttest alatt vannak. Helyét ma az újjáépült rondellát és a Tóth Árpád sétányt összekötő, az úttest fölött átívelő híd jelöli.